# Zenón Noriega
Zenón Noriega Agüero (Jesús, Cajamarca, 12 de julio de 1900-Lima, 7 de mayo de 1957) fue un militar y político peruano que ocupó interinamente la presidencia del Perú en 1948 y en 1950, como jefe de una Junta Militar de Gobierno, durante el Ochenio de Manuel Odría. Fue también vicepresidente, presidente del Consejo de Ministros y ministro de Guerra.

## Biografía
Fue hijo de Wenceslao Noriega y María del Carmen Agüero. Cursó su educación secundaria en el Colegio Nacional de Cajamarca. En 1917 ingresó a la Escuela Militar de Chorrillos, de donde egresó como alférez de artillería en 1922. En 1925 ascendió a capitán por acción distinguida. Cursó estudios en la Escuela Superior de Guerra de 1928 a 1931, donde se tituló de oficial de Estado Mayor. Ascendió a sargento mayor (1932) y a teniente coronel (1936), y pasó a ser ayudante del Ministerio de Guerra, así como jefe del Cuerpo de Artillería N.º 2 y subdirector de la Escuela de Aplicación de Artillería. 
En 1943 ascendió a coronel y fue nombrado jefe de una sección en el Estado Mayor del Ejército y la del Gabinete Militar instaurado en el gobierno de José Luis Bustamante y Rivero en 1945, en la que el general Manuel A. Odría era el ministro de Gobierno y Policía. Pasó luego a ser comandante de la II División Ligera (1948). Fue ascendido a General de Brigada el 6 de septiembre de 1948. Al frente de su división se encargó de reprimir el motín del Callao, que fue una rebelión de oficiales navales y la marinería promovida por elementos del ala izquierda del partido aprista contra el gobierno del presidente Bustamante y Rivero (3 de octubre de 1948).

### Presidente de la Junta Militar de Gobierno
Al efectuarse el pronunciamiento militar de Arequipa del general Manuel A. Odría (27 de octubre de 1948), Noriega se hallaba en Lima, desde donde observó atentamente el desarrollo de los acontecimientos. Finalmente, optó por quitar su apoyo al presidente Bustamante y así decidió el triunfo de la llamada “revolución restauradora”, asumiendo interinamente la presidencia de una Junta Militar de Gobierno (29 de octubre de 1948). Poco después Odría llegó a Lima y asumió la presidencia de dicha Junta, en la que Noriega pasó a ser ministro de Guerra y primer vicepresidente de la República.
Tras casi dos años de gobierno, Odría renunció al mando de la Junta Militar para postular a la presidencia de la República, ya que según la ley no podía ejercer el mando al mismo tiempo, episodio que es conocido como la “bajada al llano”. Noriega lo reemplazó en la presidencia de la Junta de Gobierno, ejerciendo por casi dos meses el gobierno del país, del 1 de junio a 28 de julio de 1950.
Ya consagrado Odría como presidente constitucional tras unas cuestionables elecciones, Noriega continuó a su servicio como ministro de Guerra y presidente del Consejo de Ministros. Fue ascendido a General de División en 1953. Poco después fue acusado de organizar una conspiración para deponer a Odría, por lo que fue destituido y enviado al destierro a bordo de uno de los buques de la marina (agosto de 1954). Se dijo que dicha conspiración involucró a importantes personajes, siendo un síntoma del grado de descomposición al que había llegado el régimen odriísta.
Noriega pasó a la Argentina, donde fue recibido por el presidente Juan Domingo Perón. Dos años después regresó al Perú y se retiró a la vida privada. Murió en 1957.

## Ministros de Estado (Gobierno de Odría)

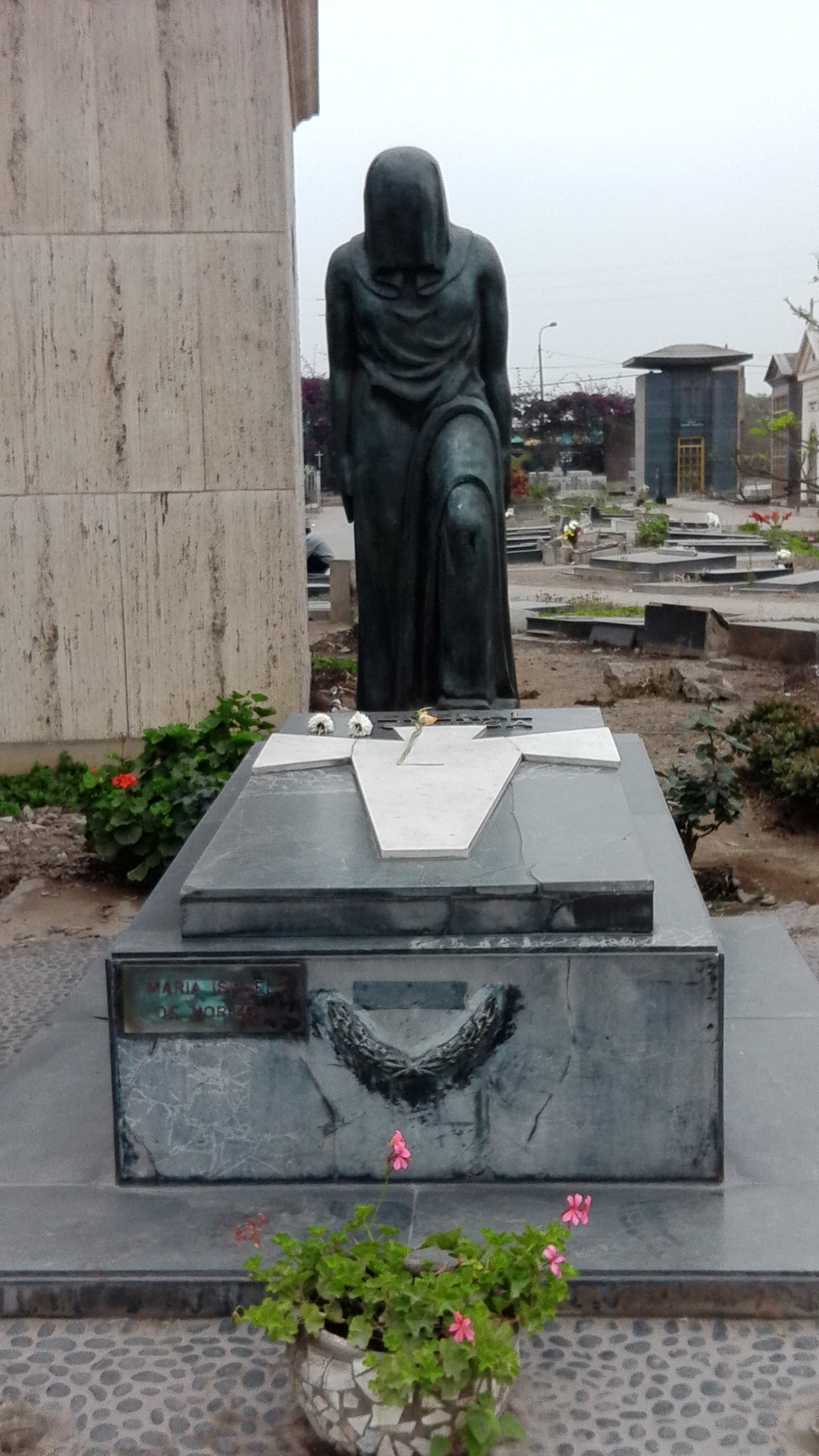
Tumba de Zenón Noriega descansa en Cementerio El Ángel.

- General de Brigada Zenón Noriega Agüero - Ministro de Guerra.
- Contralmirante Roque A. Saldías - Ministro de Marina.
- Alejandro Esparza Zañartu - Ministro de Gobierno (Ministro del Interior).
- General de Brigada Armando Artola - Ministro de Trabajo y Asuntos Indígenas.
- General FAP José L. Villanueva - Ministro de Aeronáutica.
- Contralmirante Ernesto Rodríguez Ventocilla - Ministro de Relaciones Exteriores.
- Contralmirante Federico Díaz Dulanto - Ministro de Relaciones Exteriores.
- Coronel Juan Mendoza Rodríguez - Ministro de Educación Pública.
- Coronel Alberto León Díaz - Ministro de Agricultura.
- Teniente coronel Augusto Villacorta - Ministro de Hacienda y Comercio.
- Coronel Alberto López - Ministro de Salud Pública y Asistencia social.
- Teniente coronel José del Carmen Cabrejo Mejía - Ministro de Fomento y Obras Públicas.
- Teniente coronel Augusto Romero Lovo - Ministro de Justicia y Culto.

| Predecesor: José Luis Bustamante y Rivero Presidente constitucional  | Presidente interino de la Junta de Gobierno del Perú 29 de octubre de 1948 - 1 de noviembre de 1948 | Sucesor: Manuel Odría Presidente Junta de Gobierno    |
| Predecesor: José Gálvez Barrenechea 1º Vicepresidente Constitucional | Primer Vicepresidente del Perú 1 de noviembre de 1948 - 1 de junio de 1950                          | Sucesor: Héctor Boza 1º Vicepresidente Constitucional |
| Predecesor: Héctor Martínez                                          | Ministro de Guerra del Perú 1 de noviembre de 1948 a 9 de agosto de 1954                            | Sucesor: Carlos Mihano                                |
| Predecesor: Manuel Odría Presidente de la Junta de Gobierno          | Presidente interino de la Junta de Gobierno del Perú 1 de junio de 1950 a 28 de julio de 1950       | Sucesor: Manuel Odría Presidente Constitucional       |
| Predecesor: Armando Revoredo Iglesias                                | Presidente del Consejo de Ministros del Perú 28 de julio de 1950 a 9 de agosto de 1954              | Sucesor: Roque A. Saldías                             |